# 斯特里日夫希納
49°20′54″N 34°39′8″E / 49.34833°N 34.65222°E
斯特里日夫希納（烏克蘭語：Стрижівщина），是烏克蘭中部的村莊，隸屬波爾塔瓦州的波爾塔瓦區。該村距離克魯塔巴爾卡1.5公里，面積0.12平方公里，2001年人口7。